# Крадецът (филм)
„Крадецът“ (на английски: The Thief) е американски криминален филм ноар от 1952 г., режисиран от Ръсел Рауз и с участието на Рей Миланд. Филмът е известен с това, че няма диалог; единствената вербална комуникация във филма е представена чрез снимки в близък план на две телеграми.

## Актьорски състав
- Рей Миланд в ролята на Алън Фийлдс (ядрен физик/шпионин)
- Мартин Гейбъл в ролята на г-н Блийк (съветски агент/офицер по делото)
- Хари Бронсън в ролята на Харис (агент на ФБР)
- Рита Вейл в ролята на Мис Филипс (съветски агент/куриер)
- Рекс О'Мали в ролята на Бийл (съветски агент/куриер)
- Рита Гам в ролята на момичето (МакГъфин)
- Джон Маккучън в ролята на д-р Линструм (висшестоящ на Фийлдс/пазител на документи)
- Джо Конлин в ролята на Уолтърс